# 산화 나트륨
산화 나트륨(Sodium oxide)은 나트륨을 산화시키어 얻는 물질로, 화학식은 Na2O이다. 물에 녹아 수산화 나트륨이 된다.
Na2O + H2O → 2 NaOH